# 残波岬

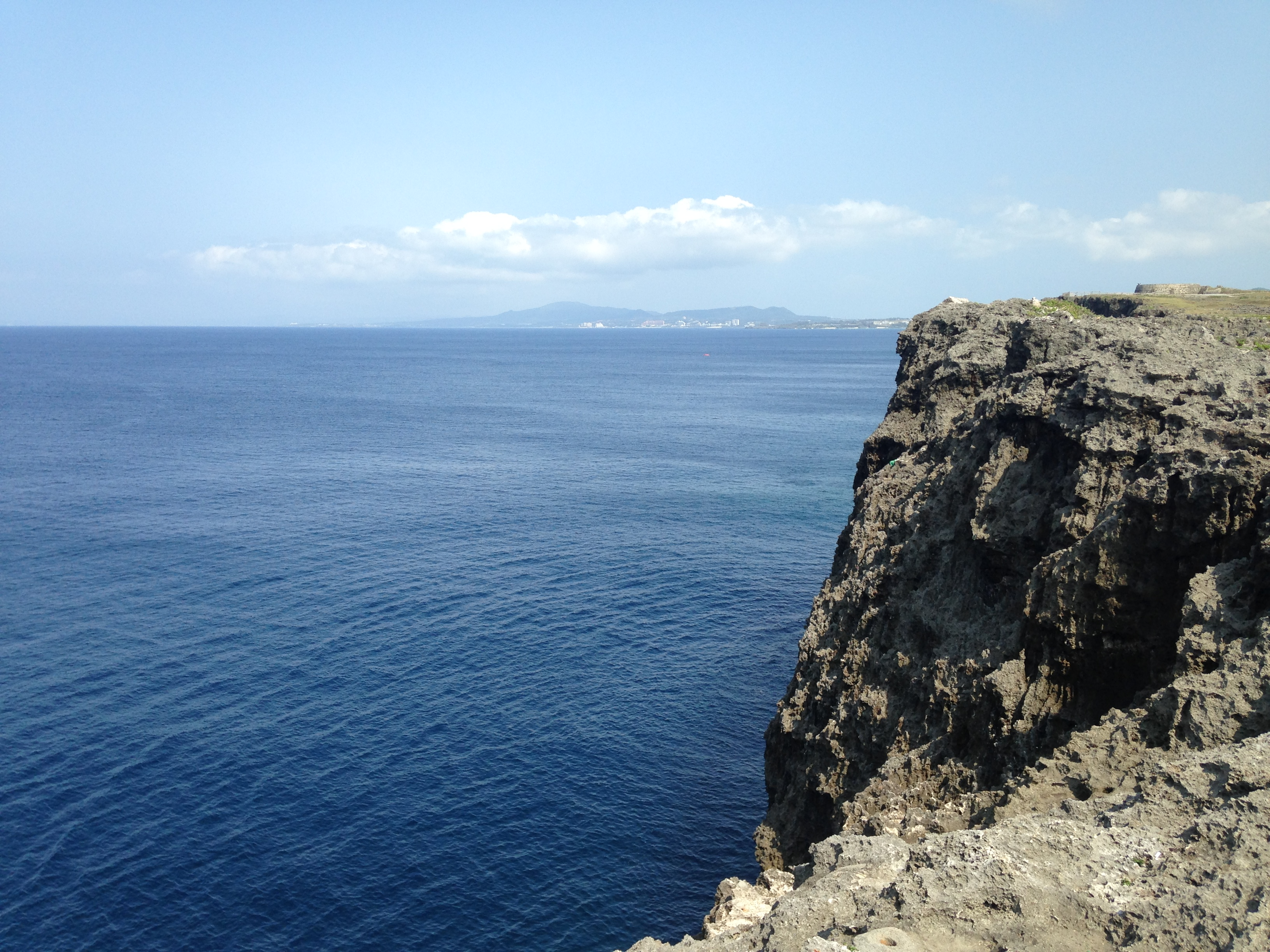
残波岬

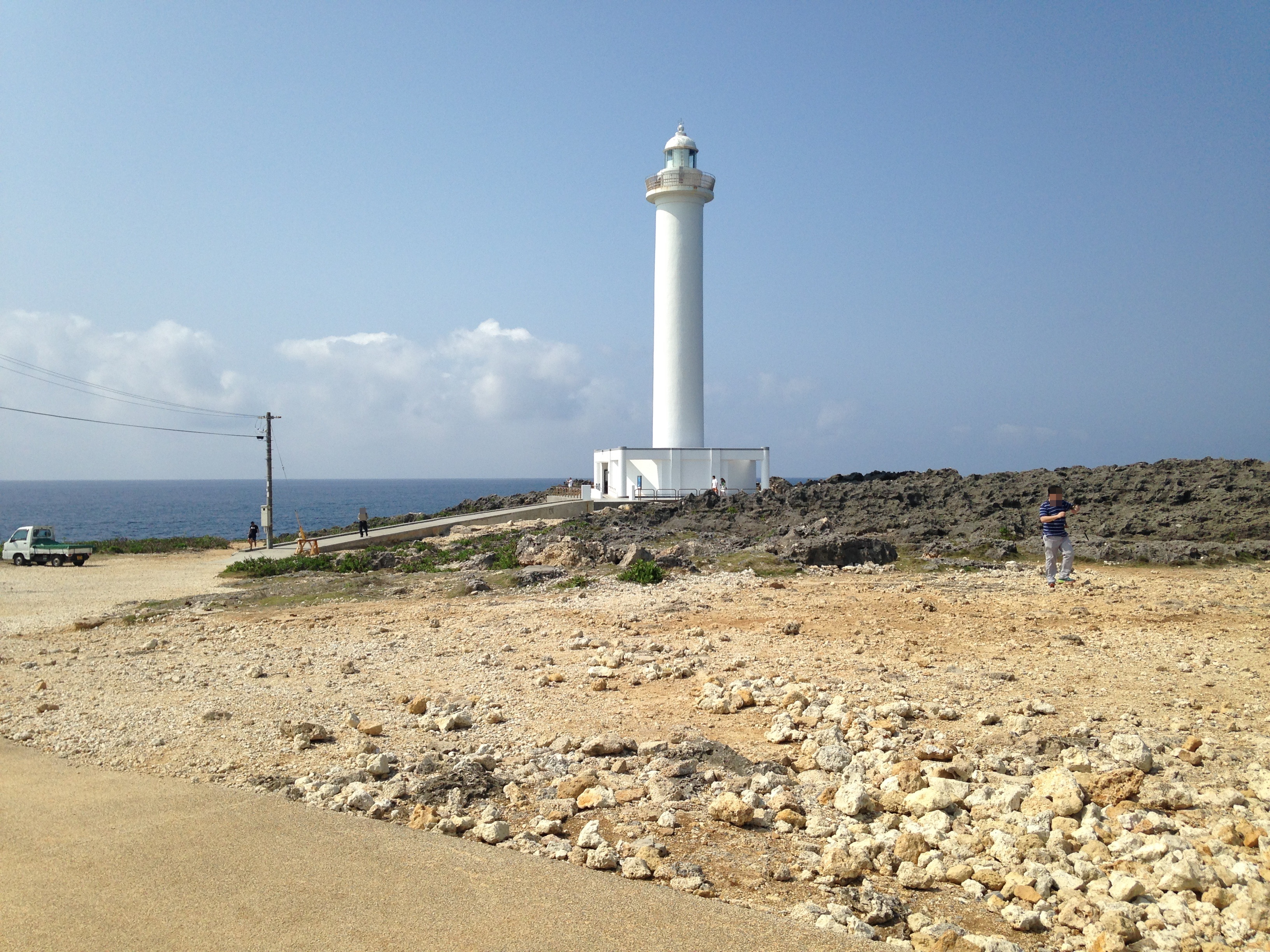
残波岬灯台

残波岬（ざんぱみさき）は、沖縄県中頭郡読谷村に属し、東シナ海に面する岬である。
沖縄本島の中央部よりやや南側に位置し、沖縄海岸国定公園の一部に含まれ、同国定公園の北東端にあたる。突端部の一角に残波岬灯台が建つ。

## 残波岬の呼び名について
（１）残波岬の呼び名系
※儀間・渡慶次・宇座海域調査表では「ザンパ」岩。（1981年『読谷村立歴史民俗資料館紀要　第５号』掲載「読谷村の漁業」（名嘉真宜勝）及び、1996年「読谷村海岸・海域環境基礎調査」による）礁縁（ヒシ＝干瀬)のうみんちゅ呼び名から。
うちなぁぐち・明治政府・海軍水路寮（薩摩閥）の表記・呼称に従う系列。現行の国土地理院表現。
資料編年（頃含む）・呼び名・出典を以下に示す。
・1853 Gama satchi　[ペリー沖縄遠征隊GREAT LIU CHEW]
・1855　山谷﨑　[米海軍北太平洋測量艦隊　LIU KIU]
・1873 カ(ガン?)マ崎　[銅刻琉球諸島全図　大槻文彦]
・1874　山谷﨑　LIU KIU AND ADIACENT ISLAND　[海軍省水路寮　琉球群島之圖　柳楢悦]
・1876　山谷﨑　[大日本詳細全圖・森 琴石、武藤吉次郎]
・1882　ザンパ岬　[沖縄県地誌略全　沖縄師範学校]
・1894　残波岬　[OKINAWA GUNTO　海軍水路部)
・1903頃　ザンパ美崎　[上り口説、下り口説]
・1906　残波岬　[琉球の研究　加藤　三吾]
・1908　Zanpa Misaki　[海図182号乙・海軍水路部]
・1914　残波岬　[沖縄県管内里程調査図]
・1921　残波岬　[大日本帝国陸軍陸地測量部]
・1922　残波岬　[大日本交通全図・大阪毎日新聞]
・1925　残波岬　[海南小記・柳田國男]
・1944　残波岬・残波岩　[大日本帝国海軍水路部]
灯台から南西780ｍの海上に「（5.8）岩波残」の表記有り。残波岩は、+5.8フィート＝海抜+1.5ｍの陸地として取り扱われている。
・1945　ZAMPA-MISAKI　[米英連合軍]
・1950　ザンパ美崎　[南東風土記　東恩納寛惇]
・1959　Zampa-misaki　[琉球列島米国民政府]
・1973　残波岬　　　　[国土地理院地形図]

（２）於仁志崎の呼び名系
※儀間・渡慶次・宇座海域調査表では「ヲージノサチ（残波岬灯台地先」。（1981年『読谷村立歴史民俗資料館紀要　第５号』掲載「読谷村の漁業」（名嘉真宜勝）及び、1996年「読谷村海岸・海域環境基礎調査」による）
呼び名に､｢お｣が使用されている。琉求・志那（明･清）漢字・陸軍陸地測量部（長州閥）の呼称に従う系列。浦添・首里から見た、ずーっと北（にし）の方の土地の意味から。1921年　大清帝国滅亡以降は、表記・呼称が途絶える。
資料編年・呼び名・出典を以下に示す。

・1623頃　大にし(うふにし)　[おもろさうし 巻15-1120～1122]＝読谷山半島名又は地域名
・1696頃　大西埼　[琉球圀圖　大宰府天満宮奉納]
・1700頃  おにし崎　[琉球圀沖縄圖　元禄圖]
・1840頃　おにし崎　[天保年間国絵図　沖縄嶋][於(お)爾(に)之(し)の変体ひらがな]
・1863　ヲニン岬　マヘタ岬　[大日本圀細圖西国之圖　松田緑山]
・1866　読谷山崎　[続琉球圀志路]
・不明  ヲニスサキ(多通カタ 内ハフセ[船通り多い　下は干瀬])
・1872　ヲニン甲　マヘタ　[銅刻大日本増補輿地全図　若林喜兵衛]
・1874　真榮田嵜　[銅鐫琉球国全島図　青江秀識]
・1875　前田サキ　[新撰日本全図琉球諸島之図　ト部精一]
・1876　於仁志崎　[照日本明治八年官撰地書譯出]
・1877　オニン嵜　[沖縄誌一名琉球志一　伊地知貞磬]
・1890　於仁志崎　[琉球全図　大日本帝国陸軍陸地測量部]
・1894　於仁志崎　[大日本管轄分地図　後藤常太郎]
・1902　伊仁志崎　[大日本国海陸精図　山田尚義、千桝源蔵]
・1909　於仁志崎　[大日本帝国陸軍陸地測量部]